# Charles Chandler
Charles Chandler (22. juli 1911 - 22. juni 1982 født i Berkeley) var en amerikansk roer og olympisk guldvinder.
Chandler var med i USA's otter, der vandt guld ved OL 1932 i Los Angeles, den fjerde amerikanske OL-guldmedalje i otteren i træk. Resten af besætningen bestod af Edwin Salisbury, James Blair, Duncan Gregg, David Dunlap, Burton Jastram, Harold Tower, Winslow Hall og styrmand Norris Graham. Samtlige otte roere var studerende ved University of California, Berkeley. Der deltog i alt otte både i konkurrencen, hvor amerikanerne sikrede sig guldet foran Italien og Canada, der vandt henholdsvis sølv og bronze. Det var de eneste olympiske lege Chandler deltog i.

## OL-medaljer
- 1932:  Guld i otter